# معركة كاغول
معركة كاغول (بالإنجليزية: Battle of Kagul)‏ هي معركة بين قوات من الدولة العثمانية وقوات تابعة لخاقنات القرم من جانب والإمبراطورية الروسية من جانب آخر وتعد معركة كاغول انها المعركة البرية الأكثر أهمية في الحرب الروسية التركية (1768–1774) وواحد من أكبر معارك القرن الثامن عشر، وقد نشبت المعركة في مولدافيا بالقرب من نهر كاغول، وانتهت المعركة بانتصار القوات الروسية.

## اقرأ أيضًا
- معارك الدولة العثمانية
- معركة أندروس (1696)
- معركة أندروس (1825)